# Anadenobolus pedrocola
Anadenobolus pedrocola är en mångfotingart som först beskrevs av Chamberlin 1947.  Anadenobolus pedrocola ingår i släktet Anadenobolus och familjen Rhinocricidae. Inga underarter finns listade i Catalogue of Life.